# Ополчение
Ополче́ние, ранее Ополче́нье — термин, применяемый к:
1. Племенное ополчение — вооружённое формирование племени, состоящее из всех взрослых мужчин во главе с его военным вождём; жалование участники племенного ополчения не получали.
2. Народное ополчение — вооружённые силы ряда государств, в основном исторических — древнегреческих, древнеиталийских полисов и средневековых русских княжеств. В народное ополчение могли входить все совершеннолетние граждане государства, во главе ополчения стоял назначавшийся носителем верховной власти (народом, аристократическим советом, монархом) главнокомандующий. Члены народного ополчения могли получать жалованье. Соответствует современной национальной гвардии.
3. Стихийные ополчения — формирования народа для защиты от врагов.
4. Государственное ополчение — в Российской Империи — резерв вооружённых сил, который созывается только на время войны, имеет вспомогательное значение и составляется из лиц, отбывших срок службы под знаменами и в запасе или по каким-либо причинам освобожденных от службы в постоянных войсках, но физически годных к военному делу. Государственное ополчение в России соответствует ландштурму в Германии и Австрии, в Англии — милиция[2].

## История
В древности у кочевых народов все способные носить оружие всякий раз вступали в бой с врагом; у народов оседлых обыкновенно выступала в поход лишь часть населения, но в минуту опасности, для защиты своей земли, поднимался весь народ. В период развитого феодализма, при господстве натурального хозяйства, основная часть войска носила черты ополчения (например, служба вассала сеньору часто ограничивалась 40 днями в году). Созыв народных ополчений (Heerbann, Arrière-ban), преимущественно с оборонительной целью, продолжался как в средние века, так и в последующие периоды, даже после образования постоянных регулярных армий и флотов. Правильную организацию ополчение получило впервые в Пруссии, в начале XIX столетия (ландштурм).

## В средневековой Руси
Племенные ополчения составляли основу войска в Киевской Руси до налоговой реформы княгини Ольги в середине X века. В последующий период, при Святославе и Владимире, ключевую роль играет дружина, нарубание воев проводится эпизодически и на неопределённый срок (на серию походов или при формировании гарнизонов пограничных со степью крепостей). Вои начинают обозначать воинов полка, выставляемого городом или землёй (княжеством) по решению веча, в XI веке. Полки получают оружие и коней для похода от князя. С развитием феодализма и падением значения веча на смену народным ополчениям приходят феодальные ополчения, выставляемые боярами-землевладельцами и удельными князьями, решение о военном сборе принимает князь (кроме Новгородской республики). Система разруба, или верстания, когда с определённой площади земли выставлялось определённое количество воинов на коне и в доспехе полном (конно и оружно), господствует в XV — XVII веках. Известны случаи выставления одного воина с десяти, а в случае крайней опасности с четырёх сох.

При образовании централизованного государства народное ополчение было ликвидировано великокняжеской властью. Князь привлекал народные массы к военной службе лишь в случае серьёзной военной опасности, регулируя размеры и характер этой службы по своему усмотрению (посошная рать).— А. В. Чернов. Вооружённые силы Русского государства в XV—XVII веках
До введения постоянных войск на Руси (в России) поместные ополчения и ополчения из даточных людей составляли главную боевую силу Московского государства и получили название полков «русского строя».

## В период Российской империи
Сбор даточных людей Пётр I положил в основу введённой им рекрутской повинности. Наряду с требованием даточных людей, входивших в состав войска в собственном смысле слова, в течение московского периода нередко созывалось и ополчение, получившее название великого; оно выставлялось помещиками и общинами и содержалось на их счёт. Иногда правительство прибегало к поголовному вооружению всего мужского населения той или другой местности, на счёт земли. Последний пример такого поголовного вооружения был при Петре I, для защиты Новгородской и Псковской земель, в 1708 году, ввиду ожидавшегося вторжения Карла XII.
В XIX веке народное ополчение в России созывалось трижды:
- в 1806 году: манифестом 30 ноября (12 декабря), ополчение было созвано под названием «земского» войска и разделялось на 7 областей; всего было выставлено до 612 тысяч ополченцев;
- в Отечественную войну 1812 года было выставлено более 300 тыс. ополченцев, из которых были образованы округа́: 1-й — для обороны Москвы, 2-й — для обороны Петербурга и 3-й — для составления резерва. Ратники ополчения были сведены в пешие и конные полки и дружины, делившиеся на батальоны, сотни и десятки. Часть ополчения действовала в 1813—1814 годах даже за пределами России — под Данцигом и при блокаде Дрездена и Гамбурга. Также духовенство Санкт-Петербурга пожертвовало 750 000 рублей на народное ополчение и немало «людей духовного звания» записалось в это ополчение ратниками;
- в 1855 году в ходе Крымской войны было сформировано 236 дружин, 4-й стрелковый Императорской фамилии полк и 9 поселённых финских батальонов, всего численностью до 240 тыс. человек. 45 дружин разновременно были введены в состав Крымской армии. Кроме того, в апреле 1854 года был впервые объявлен набор добровольцев в Морское ополчение для защиты Финского залива.

Ополчённые части формировались по губерниям и городам; начальники губернских ополчений и офицеры избирались дворянством из своей среды, главнокомандующие же ополчения в областях (в 1806 году) и округах (в 1812 году) назначались Высочайшей властью. Ополченцы из крепостных крестьян по роспуске ополчения не освобождались от крепостной зависимости, как отставные нижние чины, а возвращались к своим помещикам; за убитых, умерших и пропавших без вести ополченцев помещикам выдавались зачётные рекрутские квитанции.

### Государственное ополчение
Как постоянный институт государственное ополчение было создано в 1874 году по Уставу о воинской повинности (Военная реформа Александра II), определения которого были значительно развиты и видоизменены законом 15 (27) апреля 1891 года. По статье 5 устава, вооружённые силы государства состояли из постоянных войск и ополчения, созываемого лишь в чрезвычайных обстоятельствах военного времени.
Ополчение состояло из всего мужского населения, способного носить оружие и не числящегося в постоянных войсках, от призывного возраста до 43-летнего включительно. Лица, служившие в постоянных войсках офицерами, состояли в ополчении для занятия офицерских должностей до 50 (обер-офицеры) или до 55 лет (штаб-офицеры и генералы). В случае недостатка офицеров, младшие офицерские должности в ополчении могли быть замещены лицами, состоявшими на службе унтер-офицерами. В ополчение зачислялись:
- все молодые люди, которые при призыве не попали в постоянные войска (таких молодых людей было в 1895 году — 220 163, в 1896 году — 212 209)
- и все служившие в постоянных войсках до окончания общего срока действительной и запасной службы.

Из них, в случае призыва, назначались в морское ополчение уволенные из запаса флота, шкиперы и штурманы дальнего и каботажного плавания, механики, машинисты, кочегары и матросы, плававшие на мореходных и каботажных судах, корабельные плотники, конопатчики и котельщики и занимающиеся морской рыбной ловлей. Все остальные поступали в сухопутное ополчение.
Числящиеся в ополчении, кроме офицеров, именовались ратниками и делились на два разряда:
1. В первом разряде, предназначаемом как для образования особых ополчённых частей, так и для пополнения, в случае надобности, частей постоянных войск, состояли служившие в войсках и перечисленные в ополчение из запаса, а из зачисленных в ополчение при призыве на службу — лица, физически вполне годные к службе, кроме пользующихся льготами по семейному положению 1-го разряда
2. Во втором разряде, предназначаемом исключительно для формирования ополчённых частей — физически негодные к службе в постоянных войсках, но способные носить оружие, и льготные 1-го разряда.

В мирное время вёлся учёт только всем перечисленным в ополчении из запаса и четырём младшим возрастам из зачисленных в ополчении при первоначальном призыве. Эти же лица могут быть призваны в учебные сборы, всего не более двух раз, на срок до 6 недель.
Впервые учебные сборы ратников ополчения были произведены в 1890 году и с тех пор повторялись ежегодно. Государственное ополчение 1-го разряда созывалось Высочайшим указом Правительствующего Сената, а призыв ратников 2-го разряда — Высочайшим манифестом. О роспуске ополчения объявлялось Именным указом. Созванное ополчение формировалось в пешие дружины, конные сотни, артиллерийские батареи, сапёрные роты, морские экипажи, полуэкипажи и роты. Формирование должно быть закончено в 28 дней. Места формирования ополчённых частей определялись заблаговременно; в этих местах при управлениях уездных воинских начальников состоят в мирное время особые кадровые нижние чины, по два на каждую роту, сотню или батарею. Часть расходов на образование и содержание частей ополчения относилась на счёт казны (содержание кадровых, снабжение оружием, обозом и др.), часть — на счёт земских учреждений (первоначальное снабжение ратников обмундированием, заведение хозяйственных принадлежностей, и др.).
Ополчённым частям присваивалась особая форма обмундирования. Вводить ополченные части в состав действующих армий предполагалось лишь в виде исключения; вообще, назначение ополчения — замещение резервных войск. Числящиеся в ополчении пользовались общими гражданскими правами и были подсудны общему суду за исключением:
- неявки по призыву на действительную службу или к учебным сборам
- и преступлений и проступков, соединённых с нарушением законов дисциплины и обязанностей военной службы, а равно маловажных проступков во время нахождения в учебных сборах.

С момента призыва на действительную службу, для усиления постоянных войск или для сформирования ополчённых частей, на состоящих в ополчении распространялись все ограничения и особые правила, установленные для военнослужащих. Во время нахождения на действительной военной службе чины ополчения сохраняли за собой должности, которые занимали на государственной гражданской службе, присвоенное им содержание, пенсии и право на зачёт времени, проведённого в военной службе, в сроки выслуги, установленные для производства в гражданские чины и тому подобное.
В июле 1904 года, после начала Русско-японской войны в Сибирском военном округе были сформированы 24 дружины ополчения, 8 из которых (№ № 9 — 16) в августе — сентябре 1904 года отправлены на Дальний Восток для охраны железных дорог, прочие оставлены в пределах округа для смены 8 Сибирских резервных батальонов, направленных в действующую армию. Дружины состояли в подчинении начальников Омской и Иркутской местных бригад. Расформированы в период с 25 ноября (8 декабря) 1905 года по 1 (14) марта 1906 года.
С началом Первой мировой войны высочайшими указами Сената от 18 (31 июля) и 21 июля (3 августа) 1914 года было объявлено о призыве на действительную службу ратников ополчения I разряда. За период 1914—1917 годов были сформированы ополченские части: пешие дружины № № 1 — 769, ряд стрелковых и безоружных рабочих дружин и рот, 3 конных полка, 140 конных сотен, 88 легких батарей, саперные и этапные роты и полуроты, команды связи. Части государственного ополчения соединялись в бригады, дивизии и корпуса, при которых формировались лазареты, перевязочные отряды; они принимали участие в боевых действиях на фронтах, осуществляли охрану железных дорог, этапов и транспортов, ремонтно-строительные работы в тыловых районах фронтов. В 1915—1917 годах на базе некоторых пеших дружин были сформированы пехотные полки, 80-я и 96-я — 99-я ополченские конные сотни вошли в состав Черноморского конного полка, шесть ополченских батарей переформированы в 101-й и 102-й артиллерийские дивизионы, некоторые сапёрные роты и полуроты развертывались в отдельные сапёрные роты. Оставшиеся части ополчения были расформированы в 1918 году.
В 1914—1915 годах ополченские части формировались в соответствии с мобилизационным расписанием 1910 года. В 1916—1917 годах сформировывались дополнительные части ополчения на основании приказов верховного главнокомандующего и начальника Штаба верховного главнокомандующего.
- Корпуса государственного ополчения:
  - 1-й корпус государственного ополчения, 1914—1917 гг.;
  - 2-й корпус государственного ополчения, 1914—1917 гг.;
  - 3-й корпус государственного ополчения, 1914—1918 гг.;
  - 4-й корпус государственного ополчения, 1914—1916 гг.;
  - 6-й корпус государственного ополчения, 1914—1918 гг.;
  - 7-й корпус государственного ополчения, 1914—1915 гг.;
  - 8-й корпус государственного ополчения, 1914—1917 гг.;
  - 9-й корпус государственного ополчения, 1914—1915 гг.;
  - 10-й корпус государственного ополчения, 1914—1915 гг.;

## В СССР

### Создание системы всеобщего военного обучения граждан в Советской России (1917—1922)
Уже в 1918 году в Советской России была создана система военной подготовки граждан, в дальнейшем получившая развитие в программе всеобщего военного обучения.Но к концу революции большинство ополчения было распущено и превращено в регулярную армию.

### Начальная военная подготовка граждан (1922—1941)
После окончания Гражданской войны в России (1917—1922), начальная военная подготовка была возложена на структуры Общества содействия обороне, авиационному и химическому строительству.

### Народное ополчение в годы Великой Отечественной войны (1941—1945)
В первые же дни Великой Отечественной войны, сразу после вторжения на территорию Советского Союза 22 июня 1941 года войск "Оси", в советских приграничных городах (Брест, Гродно, Перемышль, Лиепая и др.), одними из первых подвергшихся нападению, в инициативном порядке началось формирование различных добровольных формирований: коммунистических батальонов, отрядов партийно-советского актива, групп самообороны.
В городе Лиепая вооружённые отряды были созданы уже к вечеру 22 июня 1941 года (первыми из них были отряд из рабочих завода «Тосмаре», отряд из рабочих металлургического завода «Сарканайс металургс» и отряд из 34 рабочих для охраны морского порта).
27 июня 1941 года в Ленинграде секретарём ЦК ВКП(б) и первым секретарём Ленинградского обкома и горкома ВКП(б) А. А. Ждановым было принято решение создать Демократическую армию по обороне Ленинграда впоследствии переименованную в Ленинградскую армию народного ополчения (ЛАНО). В тот же день горком ВКП(б) разработал и сообщил райкомам партии планы разнарядок, а через три дня были созданы военный совет и штаб армии. 30 июня 1941 года в Ленинграде и Ленинградской области началась запись в ряды добровольного народного ополчения, а уже ко 2 июля 1941 года для отправки на фронт записалось 45 183 добровольца. 3 июля по радио стали передавать запись выступления Сталина по радио, в котором он обратился к населению с речью, в которой потребовал учреждения ополчения, прежде всего, московского, а также во всех городах, к которым подступали немцы:
К концу сентября 1941 года в Ленинграде было сформировано 10 дивизий народного ополчения (ДНО), 14 пулемётно-артиллерийских батальонов, 7 истребительно-партизанских полков, несколько истребительных батальонов и других формирований, в общей сложности насчитывавших около 160 000 человек. Всего же в народном ополчении за время войны, включая рабочие отряды и батальоны численностью около 128 000 человек, а также около 300 000 человек, задействованных в военизированных частях местной ПВО к лету 1942 года, насчитывалось около 590 000 человек.
2 июля 1941 года ЦК ВКП(б) предложил местным партийным организациям возглавить создание народного ополчения, и в тот же день Военный совет Московского военного округа принял «Постановление о добровольной мобилизации жителей Москвы и области в народное ополчение». В масштабе страны эта партийная инициатива была законодательно закреплена изданием постановления Государственного комитета обороны № ГКО-10 от 4 июля 1941 года «О добровольной мобилизации трудящихся Москвы и Московской области в дивизии народного ополчения». Всего за первые пять дней добровольной мобилизации в Москве и Московской области в ряды народного ополчения на защиту столицы вступили 120 тысяч человек, а за июль 1941 года — 150 тысяч жителей Москвы. Ожидалось, что в ряды ополчения запишутся около 200 тысяч москвичей и 75 тысяч жителей Подмосковья, но добровольцев оказалось почти 400 тысяч человек. Пришлось отсеивать тех, кто не отличался крепким здоровьем, и тех, кто мог принести больше пользы на трудовом фронте. В итоге в ряды народного ополчения для защиты Москвы встали около 160 тысяч человек. В июле 1941 года были сформированы первые 12 московских дивизий: уже до конца месяца они убыли в действующую армию.
К концу июля 1941 года на фронт ушли 12 дивизий московского, 2 корпуса и 8 дивизий киевского, 3 полка карельского ополчения. Летом и осенью 1941 года было создано до 60 дивизий народного ополчения, 200 отдельных полков, которые участвовали в обороне населённых пунктов в европейской части страны от наступавших немецких войск. Комплектование частей народного ополчения шло как добровольцами, так и призывниками из ближайших райвоенкоматов.
В Белорусской ССР было создано 200 формирований народного ополчения (около 33 тысяч человек).
В Украинской ССР уже 8 июля 1941 года в Киеве было сформировано 19 отрядов народного ополчения общей численностью около 30 тысяч человек, а в целом по Киевской области в ряды народного ополчения вступили свыше 90 тысяч человек. 85-тысячный корпус добровольцев был создан в Харькове, корпус из пяти дивизий общим числом 50 тысяч ополченцев — в Днепропетровске. К началу августа 1941 года была сформирована и вступила в бой Кременчугская дивизия народного ополчения.
17 сентября 1941 года Государственным комитетом обороны (ГКО) было принято решение о восстановлении программы всеобщего военного обучения граждан.
Во второй половине августа — первой половине сентября 1941 года московские дивизии народного ополчения (ДНО) были переформированы в стрелковые дивизии (штатная численность около 14,5 тысяч человек) под следующими номерами:
- 2-я (32-я армия Резервного фронта), первоначально 2-я дивизия НО Сталинского района г. Москвы, погибла в окт. 1941 в Вяземском котле, расформирована в дек. 1941,
- 8-я (33-я армия Резервного фронта), первоначально 8-я дивизия НО Краснопресненского района, погибла в окт. 1941 в Вяземском котле, расформирована в дек. 1941,
- 17-я (33-я армия Резервного фронта), первоначально 17-я дивизия НО Москворецкого района, в окт. 1941 в окружении под Вязьмой потеряла до 80 % личного состава,
- 18-я (33-я армия Резервного фронта), первоначально 18-я дивизия НО Ленинградского района 33-й армии, впоследствии стала 11-й гвардейской),
- 29-я (32-я армия Резервного фронта), первоначально 7-я дивизия НО Бауманского района, остатки из числа вяземских окруженцев влиты в 144-ю стрелковую дивизию, сама дивизия расформирована в дек. 1941,
- 60-я (33-я армия Резервного фронта), первоначально 1-я дивизия НО Ленинского района, из окружения под Вязьмой вышли только тыловые части и штаб,
- 110-я (49-я армия Резервного фронта), первоначально 4-я дивизия НО Куйбышевского района, успела отойти от Вязьмы, но в боях под Наро-Фоминском за неделю потеряла до 60 % л/c, впоследствии стала 84-й гвардейской,
- 113-я (43-я армия Резервного фронта), первоначально 5-я дивизия НО Фрунзенского района, почти полностью разгромлена при отступлении в районе Спас-Деменска в окт. 1941),
- 139-я (24-я армия Резервного фронта), первоначально 9-я дивизия НО Кировского района, 24-й армии, полностью разгромлена юго-западнее Ельни в окт. 1941, из окружения вышло около 800 чел., расформирована в дек. 1941),
- 140-я (32-я армия Резервного фронта), первоначально 13-я дивизия НО Ростокинского района, погибла в Вяземском котле в окт. 1941, расформирована в дек. 1941),
- 160-я (24-я армия Резервного фронта), первоначально 6-я дивизия НО Дзержинского района, при переименовании ошибочно получила тот же номер, что и дивизия Юго-западного фронта, практически погибла в окружении, но долгое время штаб дивизии числился в резерве при штабе 33 армии Западного фронта,
- 173-я (33-я армия Резервного фронта), первоначально 21-я дивизия НО Киевского района, впоследствии стала 77-й гвардейской.

До конца октября 1941 года в Москве было сформировано ещё 5 дивизий народного ополчения: в ноябре-декабре числились в составе Войск обороны Москвы, в боях приняла участие только одна.
В октябре 1941 года из рабочих и истребительных батальонов было создано четыре Московских стрелковых дивизии. В январе 1942 года четыре московские стрелковые дивизии были пополнены и переформированы в стрелковые под следующими номерами:
- 129-я (Войска обороны Москвы), первоначально 2-я Московская стрелковая дивизия, в Действующей армии с 24 октября 1941 до 19 января 1942;
- 130-я (Войска обороны Москвы), первоначально 3-я Московская коммунистическая стрелковая дивизия, в ДА с 24 октября 1941 до 22 января 1942, впоследствии стала 53-й гвардейской стрелковой,
- 155-я (Войска обороны Москвы), первоначально 4-я Московская стрелковая дивизия, в ДА с 24 октября 1941 до 19 января 1942;
- 158-я (Войска обороны Москвы), первоначально 5-я Московская стрелковая дивизия, в ДА с 14 ноября 1941 до 20 января 1942;
- Неясным является вопрос о судьбе 1-й Московской стрелковой дивизии народного ополчения, числившейся в действующей армии в период с 24 октября по 7 ноября 1941 года.

#### Вооружение дивизий народного ополчения в годы ВОВ
Конечно, образ ополченцев, выезжающих из Москвы, врезался в народную память и позже преобразовался в легенды о том, что на фронт отправляли с палками вместо винтовок, а оружие люди были должны добыть себе в бою.
Формирование дивизий народного ополчения не предусматривалось мобилизационными планами, что означало, что для ополченцев не были запасены ни оружие, ни военная форма, ни снаряжение. Одним из основных источников для вооружения московских ополченцев стали склады Главного артиллерийского управления РККА, на которых хранились запасы иностранного оружия, привозившегося в Москву для ремонта на протяжении нескольких десятилетий. Поэтому на вооружении частей народного ополчения находилось очень много винтовок различных иностранных образцов, что затрудняло изучение ополченцами своего оружия и вызывало дополнительные трудности в снабжении боеприпасами. Наиболее массовыми образцами винтовок, оказавшимися в распоряжении народного ополчения, стали французские винтовки системы Лебеля и японские винтовки «Арисака». Значительная часть ополченцев была вооружена также за счёт учебного оружия, находившегося в высших и средних специальных учебных заведениях. Боевое оружие переделывалось в учебное путем просверливания в патроннике отверстия и стачивания бойка. Привести учебное оружие в боевое состояние можно было путем замены бойка и заделывания отверстия специальным составом. На вооружение ленинградских ополченцев поступали не только боевые винтовки, но и спортивное оружие, а иногда и охотничьи ружья (ситуация с вооружением свежесформированных частей в Ленинграде обстояла не лучше чем в Москве, см. напр. 1-я гренадерская бригада). Нередко дивизии народного ополчения испытывали недостаток в автомобильном транспорте, тягачах, мотоциклах, средствах связи. Вот как описывает формирование 4-й дивизии ополчения Секретарь Куйбышевского райкома ВКП(б):
С 8-го числа началось обучение. Учили ходить по улицам, в строю, по переулкам Куйбышевского района. Записалось большое количество людей, вообще освобожденных от воинской службы. Никаких медицинских комиссий не было. Среди записавшихся: 2,5 тысячи коммунистов и кандидатов партии, 250 человек работников издательств и газет. Целые роты инженеров, экономистов и научных работников. В ночь с 11-го на 12-е были поданы грузовики. Мы достали 6,5 тысяч лопат — копать-то надо. Эти лопаты раздали по полкам. Вооружения никакого не было, ни одной винтовки, да и народ не был обучен. На машинах сделали лавочки, садились по ротам, впереди лопата у каждого. Дали стиранное обмундирование. Ботинок не дали. Поехали, кто в чём был, кто в белых туфлях, кто в тапочках, кто в ботинках.
Вооружение и снаряжение первых формирований народного ополчения в начальный период войны остаётся предметом научной полемики. Согласно собирателям устной истории, дневниковым записям и не публиковавшейся в сталинский период мемуаристике, ополченцы были очень плохо вооружены и у них нередко была «одна винтовка на троих» (именно такое выражение встречается практически буквально в целом ряде военных мемуаров независимо друг от друга начиная с хрущёвской оттепели). Согласно же советской официальной статистике, оружие у народного ополчения присутствовало в избыточном количестве. В то же время, согласно воспоминаниям занимавшихся организацией ополчения ответственных политработников, самой трудной задачей оказалось обеспечить ополченцев оружием и боевой техникой: «склады наши были пусты» (всё оружие и боеприпасы перед войной отвезли к западным границам). (5,5 млн винтовок было потеряно за первые полгода войны у западных границ), в результате часто отправляли в бой больше людей, чем было стрелкового оружия. Называлось это «в бою добыть оружие». Экономист, бывший мэр Москвы Гавриил Попов в книге «Гибель московского народного ополчения» приводит выдержку из справки о ленинградской дивизии ополченцев: «На 7—8 июля никакого оружия в дивизии еще не было. При выезде на боевые рубежи части дивизии имели 245 винтовок и 13600 патронов». При численности одной дивизии народного ополчения в среднем 9—10 тысяч человек — это означало, что на бойца было всего полтора патрона.
При этом на вооружении советских дивизий народного ополчения в годы Великой Отечественной войны (1941—1945) состояло большое количество оружия со складских запасов царского времени (приводится с названиями согласно советской номенклатуре того времени):
- русская 3-линейная винтовка обр. 1891 года;
- французская винтовка Лебеля кал. 8 мм М1886/93 и М1907/15;
- американская винтовка Винчестера кал. 7.62 мм обр. 1895 года;
- английская винтовка Росс-Энфильда кал. 303 (7,71 мм) обр. 1914 года;
- и др.

Помимо магазинных винтовок устаревших систем, на вооружении дивизий народного ополчения были ручные и станковые пулемёты, относящиеся к периоду Первой мировой войны:
- французский ручной пулемёт Шоша обр. 1915 года;
- английский ручной пулемёт Льюиса обр. 1915 года;
- датский ручной пулемёт Мадсена обр. 1903 года;
- германский станковый пулемёт Максима обр. 1908 года;
- французский станковый пулемёт Гочкиса обр. 1914 года;
- американский станковый пулемёт Кольта — Браунинга обр. 1895/1914 годов,

что весьма усложняло вопрос боепитания и обеспечения всего этого арсенала патронами (нередко иностранного образца и калибра) и запчастями, которые не производились советской военной промышленностью применительно к данным образцам стрелкового вооружения, что порождало проблему несовместимости их со стандартным советским стрелковым оружием. Эта ситуация усложнялась подчинённостью ополчения гражданским партийным органам, которыми оно и было сформировано, а не органам управления действующей армии, — потому вопросы вооружения и снабжения ополченцев на начальном этапе в значительной степени решались партийными кадрами, а не военными интендантами.

#### Фотогалерея
- Регистрация добровольцев в народное ополчение.
- Ополченцы Кировского завода. СССР, Ленинград, 1941 год.
- Добровольцев провожают в народное ополчение. СССР, 2 сентября 1941 года. Фото Н. Ф. Боде.
- Рабочие Кировского завода идут на фронт. СССР, блокадный Ленинград, 1 ноября 1942 года, фото Бориса Кудоярова.
- Почтовая марка СССР: «По призыву великого вождя народов тов. Сталина сыны советского Отечества вступают в народное ополчение», 1941 год.
- Почтовая марка России, 2021 год. К 80-летию Победы в Великой Отечественной войне 1941–1945 гг. Подвиг народного ополчения

## В российской прессе
Термин вновь начал употребляться российской прессой с 2014 года для именования вооруженных формирований на востоке Украины для создания культа героев, участвующих в войне с Украиной. Термин подчеркивал добровольчество и предполагаемую связь с местным населением. В созданном нарративе ополченец необязательно должен быть местным жителем. Самый упоминаемый ополченец — прибывший из России националист Арсен Павлов (Моторола). Милитаристские патриотические клубы в России отмечают его дни рождения и гибели, не вспоминая о подозрениях его в военных преступлениях. Среди других часто вспоминаемых «ополченцев» — родившийся в России Олег Мамиев («Мамай») и убитый бывший де-факто руководитель ДНР Александр Захарченко.

## Аналогичные формирования в других странах
- Нидерланды — городское ополчение, созданное во время войны за независимость (1566—1648)
- Пруссия — в феврале 1813 года началось формирование добровольческих отрядов (Jägerdetachment), на основе которых в соответствии с указом от 21 апреля 1813 года был создан ландвер
- Австро-Венгрия — ландштурм, созданный по указу от 6 июня 1886 года
- Финляндия — шюцкор (1917 — ноябрь 1944)
- Латвия — А́йзсарги — военизированное формирование в Латвии в 1919—1940 гг., созданное по образцу финской полувоенной организации Шюцкор. Создано 20 марта 1919 года по указу Временного правительства Латвии и министра внутренних дел Микелиса Валтерса как организация самообороны в сельской местности. Расформировано после присоединения Латвии к СССР в 1940 году. В настоящее время в Латвии существует национальное ополчение Zemessardze (стражи земли).
- Вторая Испанская Республика — 19 июля 1936 года правительство Хосе Хираля отдало распоряжение о вооружении народа, в дальнейшем началось создание рабочей и крестьянской милиции[33]
- Великобритания — созданные 13 мая 1940 года отряды «British Local Defence Volunteers», позднее преобразованные в территориальные подразделения «Home Guard»
- Нацистская Германия — фольксштурм и фольксгренадеры
- Японская империя — народный добровольческий корпус создан в 1945 году для обороны Японских островов на случай высадки союзников
- Куба — созданные в 1959 году из добровольцев отряды «милисианос», впоследствии преобразованные в отряды территориальной милиции (МТТ, Milicias de Tropas Territoriales)
- Югославия — созданные в 1969 году подразделения Территориальной обороны
- Никарагуа — Сандинистская народная милиция (MPS, Milicias Populares Sandinistas) — сформированные в 1979—1980 гг. из добровольцев отряды самообороны, на основе которых в дальнейшем были созданы территориальные батальоны лёгкой пехоты (BLC, Batallones de Lucha Cazador)
- Демократическая Республика Афганистан — территориальные отряды самообороны, первые из которых были созданы в апреле-мае 1980 года[34]. В декабре 1983 года началось объединение территориальных отрядов самообороны в систему гражданской обороны[35].
- Панама — добровольческие батальоны ополченцев «los Batallones de la Dignidad», созданные в 1988-1989 гг.[36] и расформированные после вторжения США в Панаму в декабре 1989 года
- Армения — Союз добровольцев «Еркрапа» («Защитник земли») — основан Вазгеном Саркисяном в июле 1993 года. «Еркрапа» объединяет ветеранов Первой карабахской войны, служит в составе резерва Вооруженных сил Республики Армения[37]. После окончания второй войны в Карабахе осенью 2020 года министерством обороны Армении было принято решение о внесении изменений в программу военной подготовки резервистов[38]
- Китай — Народное ополчение Китая
- Венесуэла — «Milicia Nacional Bolivariana»[39]
- США — минитмены. Ополчение североамериканских колонистов, созданное для защиты от индейцев и британских войск. Также есть Национальная гвардия — резерв армии США в мирное время выполняющий функции силовой организации для защиты своего штата в случае вторжения. Также существуют «State defense force» в 21 штате США и Пуэрто-Рико, другие штаты имеют законы для формирования таких войск.
- Польша — польское молодёжное ополчение, участвовавшее в обороне Львова («Львовские орлята»)
- Мексика — Autodefensa: мексиканское ополчение, воюющее на стороне правительства Мексики против вооруженных отрядов наркокартелей[40][41].
- Босния и Герцеговина — Полувоенные формирования Патриотической лиги, созданные в 1992 году. На их основе в том же году была создана Армия республики Боснии и Герцеговины
- Украина — формирование первых батальонов территориальной обороны началось в первом полугодии 2014 года (изначально по одному батальону в каждой области, в дальнейшем их количество было увеличено); в ходе военной реформы в 2018 году было принято решение о создании сил территориальной обороны (в каждой области планировалось сформировать по одной кадрированной бригаде шестибатальонного состава), в 2020 году в структуре командования сухопутных войск ВСУ было создано командование сил территориальной обороны, в январе 2022 года начался набор добровольцев на военную службу по контракту в бригадах территориальной обороны (всего было запланировано создать 25 отдельных бригад территориальной обороны)[42] и военная подготовка личного состава[43]

## Память, отражение в культуре и искусстве
Добровольческим вооружённым формированиям, отдельным подразделениям и их участникам посвящено значительное количество произведений культуры и искусства.
- Песня «Марш добровольцев» (1935) китайского композитора Не Эра на слова поэта Тянь Ханя (которая впервые прозвучала в кинофильме «Дети тревог»[44]), призывавшая к решительной борьбе с противником в условиях японской агрессии против Китая и обращённая первоначально к участникам народного ополчения (ярко проявившим себя уже во время обороны Шанхая в начале 1932 года[45]), стала с 1949 года государственным гимном Китайской Народной Республики[46]
- В романе в стихах «Добровольцы» (1956) советского поэта Е. А. Долматовского бойцам народного ополчения полностью посвящена одна из глав («Народное ополчение»)
- На картине «Добровольцы» (1972) советского художника А. Е. Алексеева изображена запись добровольцев в ряды народного ополчения в 1941 году[47]
- Памяти бойцов московского народного ополчения посвящена песня «Реквием московскому ополчению» (2014) русского автора-исполнителя М. М. Калинкина